# Modèle Black-Scholes
Le modèle de Black-Scholes est utilisé pour désigner deux concepts très proches :
- le modèle Black-Scholes ou modèle Black-Scholes-Merton qui est un modèle mathématique du marché pour une action, dans lequel le prix de l'action est un processus stochastique en temps continu ; par opposition au « modèle Cox Ross-Rubinstein » qui suit un processus stochastique en temps discret (cf. les processus stochastiques sont des fonctions du temps aléatoires) ;
- l'équation aux dérivées partielles de Black-Scholes qui est l'équation satisfaite par le prix d'un dérivé d'un primitif.

Robert C. Merton a été le premier à publier un article développant l'aspect mathématique d'un modèle d'évaluation d'option en citant les travaux de Fischer Black et de Myron Scholes. Ceux-ci, publiés en 1973, se fondent sur les développements de théoriciens comme Louis Bachelier ou encore Paul Samuelson. L'apport fondamental du modèle de Black et Scholes est de mettre en rapport le prix implicite de l'option et les variations de prix de l'actif sous-jacent.
Robert Merton et Myron Scholes reçurent en 1997 le prix de la Banque de Suède en sciences économiques en mémoire d'Alfred Nobel pour leurs travaux. Fischer Black, décédé en 1995 et donc inéligible, a été cité comme contributeur.

## Hypothèses et modèle
Le modèle Black-Scholes repose sur un certain nombre de conditions :
- le prix de l'actif sous-jacent St suit un mouvement brownien géométrique avec une volatilité {\displaystyle \sigma } constante et une dérive {\displaystyle \mu } constante :

{\displaystyle Pr[{\frac {\Delta p_{t}-E(\Delta p_{t})}{\sigma (\Delta p_{t})}}<{\frac {VaR_{q}-E(\Delta p_{t})}{\sigma (\Delta p_{t})}}]=1-q} est un processus de Wiener,
{\displaystyle \phi ^{-}1(1-q)} est un processus de Wiener,
{\displaystyle VaR_{q}={E(\Delta p_{t})}-\phi ^{-}1(q)\sigma (\Delta p_{t})} est un processus de Wiener,
{\displaystyle VaR_{q}=-\phi ^{-}1(q)\sigma (\Delta p_{t})} est un processus de Wiener,
{\displaystyle VaR_{q}={E(\Delta p_{\textbf {P}})}-\phi ^{-}1(q)\sigma (\Delta p_{\textbf {P}})} est un processus de Wiener,
{\displaystyle ES_{p}=E[X|X>VaR_{p}]} est un processus de Wiener,
{\displaystyle ES_{p}={\frac {1}{p}}\displaystyle \int _{0}^{p}VaR(_{\theta })(X)\,\mathrm {d} \theta } est un processus de Wiener ;
- il n'y a pas d'occasions d'arbitrage ;
- le temps est une fonction continue ;
- il est possible d'effectuer des ventes à découvert ;
- il n'y a pas de coûts de transactions ;
- il existe un taux d'intérêt sans risque, connu à l'avance et constant ;
- tous les sous-jacents sont parfaitement divisibles (on peut par exemple acheter 1/100e d'action) ;
- dans le cas d'une action, celle-ci ne paie pas de dividendes entre le moment de l'évaluation de l'option et l'échéance de celle-ci.

Chacune de ces hypothèses est nécessaire à la démonstration de la formule.
Lorsque toutes ces hypothèses sont remplies, on parle alors de modèle de Black-Scholes, ou on dit qu'on est dans le cas Black-Scholes. Le modèle, par ses hypothèses, ne correspond pas à la réalité des marchés financiers. Mais la généralisation de l'utilisation de ce modèle renvoie à la notion de « mimétismes rationnels » (ou, précisément, dans ce cas « irrationnels ») ce qui provoque le phénomène de prises de décisions « auto-réalisatrices ». Par exemple, quand le berger d'un troupeau se jette à l'eau et que ses moutons le suivent, nous pouvons anticiper et conclure que le troupeau et le berger vont être mouillés. Le résultat final est pertinent mais l'hypothèse de départ l'est moins.

## Formule de Black-Scholes
La formule de Black-Scholes permet de calculer la valeur théorique d'une option européenne à partir des cinq données suivantes :
- {\displaystyle {\mathcal {}}S_{0}} la valeur actuelle de l'action sous-jacente,
- {\displaystyle {\mathcal {}}T} le temps qu'il reste à l'option avant son échéance (exprimé en années), (aussi appelé son tenor),
- {\displaystyle {\mathcal {}}K} le prix d'exercice fixé par l'option,
- {\displaystyle {\mathcal {}}r} le taux d'intérêt sans risque,
- {\displaystyle {\mathcal {}}\sigma } la volatilité du prix de l'action.

Si les quatre premières données sont évidentes, la volatilité {\displaystyle {\mathcal {}}\sigma } de l'actif est difficile à évaluer. Deux analystes pourront avoir une opinion différente sur la valeur de {\displaystyle {\mathcal {}}\sigma } à choisir.
Le prix théorique d'une option d'achat, qui donne le droit mais pas l'obligation d'acheter l'actif S à la valeur K à la date T, est caractérisé par son payoff : {\displaystyle ({\mathcal {S}}_{T}-K)^{+}=\max(S_{T}-K;0)}
Il est donné par l'espérance sous probabilité risque neutre du payoff terminal actualisé
{\displaystyle C=\mathbb {E} ({\text{Payoff}}\times e^{-rT})~},
soit la formule de Black-Scholes :
{\displaystyle C(S_{0},K,r,T,\sigma )=S_{0}{\mathcal {N}}(d_{1})-K\mathrm {e} ^{-rT}{\mathcal {N}}(d_{2})}
De même, le prix théorique d'une option de vente, de payoff {\displaystyle (K-{\mathcal {S}}_{T})^{+}=\max(K-S_{T};0)} est donné par :
{\displaystyle P(S_{0},K,r,T,\sigma )=-S_{0}{\mathcal {N}}(-d_{1})+K\mathrm {e} ^{-rT}{\mathcal {N}}(-d_{2})}
avec
- {\displaystyle {\mathcal {N}}} la fonction de répartition de la loi normale centrée réduite {\displaystyle {\mathcal {N}}\left(0,1\right)}, c'est-à-dire {\displaystyle {\mathcal {N}}(x)=\int _{-\infty }^{x}{\frac {1}{\sqrt {2\pi }}}\mathrm {e} ^{-{\frac {1}{2}}u^{2}}du}
- {\displaystyle d_{1}={\frac {1}{\sigma {\sqrt {T}}}}\left[\ln \left({\frac {S_{0}}{K}}\right)+\left(r+{\frac {1}{2}}\sigma ^{2}\right)T\right]}
- {\displaystyle d_{2}=d_{1}-\sigma {\sqrt {T}}}

On peut également appliquer la formule à l'inverse. Étant donné le prix de l'option qui est coté dans les marchés, quelle valeur de {\displaystyle {\mathcal {}}\sigma } doit être choisie pour que la formule Black-Scholes donne exactement ce prix ? On obtient ainsi la volatilité implicite qui a un grand intérêt pratique et théorique.

## Critiques
Le mathématicien Benoît Mandelbrot à travers ses nombreux travaux sur le sujet remet totalement en question la validité de la théorie de Harry Markowitz et de ses corollaires le MEDAF, développé par William F. Sharpe et la formule de Black-Scholes. Il considère que ces théories, si belles soient-elles en apparence et si simples dans leur application, sont totalement déconnectées de la réalité des marchés financiers. La critique de Roll (en) pose comme tautologique ou impossible à observer le portefeuille de marché. Les conclusions du modèle ont été maintes fois remises en cause lors, notamment, des différents krachs boursiers. Elles ont conduit à des politiques de gestion des risques pouvant être qualifiées d'irresponsables de la part des institutions financières.
L'une des critiques qui revient souvent est le fait que ces théories sont fondées sur la distribution normale (loi de Gauss ou « courbe en cloche »), qui sous-estime très fortement les événements « improbables » comme les crises ou les krachs alors qu'ils sont finalement beaucoup moins rares que cette loi ne le prévoit. Toutefois, il est facile de corriger ce problème par la prise en compte d'une volatilité adaptée (voir smile de volatilité). Autre problème : les hypothèses sur lesquelles sont fondées ces théories sont très peu réalistes (la rationalité des investisseurs notamment...).
Malgré toutes ces critiques, le modèle de Black et Scholes demeure la référence auprès des professionnels et universitaires du fait de son caractère (relativement) simple et pratique.

## Solution de l'équation

### Les lettres grecques
Les lettres grecques utilisées par le modèle Black-Scholes sont les suivantes :

### Pour le call et le put
- {\displaystyle \Delta ={\frac {\partial P}{\partial S}}}
- {\displaystyle \Gamma ={\frac {\partial ^{2}P}{\partial S^{2}}}}
- {\displaystyle \Theta ={\frac {\partial P}{\partial T}}}
- {\displaystyle \rho ={\frac {\partial P}{\partial R}}}
- {\displaystyle {\mathcal {V}}={\frac {\partial P}{\partial V}}}

## Importance historique et économique
Il fut publié en 1973, et constituait le prolongement de travaux réalisés par Paul Samuelson et Robert Merton. Le mathématicien français Louis Bachelier avait inauguré l'étude du sujet en 1900. L'intuition fondamentale de Black et Scholes fut de mettre en rapport le prix implicite de l'option et les variations de prix de l'actif sous-jacent. Leur découverte eut très rapidement une influence considérable, et des déclinaisons de leur modèle sont utilisées dans tous les compartiments des marchés financiers. Dès 1977, Oldrich Vasicek s'en inspirait pour fonder la théorie moderne des taux d'intérêt.

## Le modèle de Black et Scholes en pratique
La thèse fondamentale du modèle de Black et Scholes était que le prix de l'option d'achat est indiqué implicitement si le sous-jacent est échangé sur les marchés.
L'utilisation du modèle et de la formule Black-Scholes est très répandue sur les marchés financiers, à tel point que certaines cotations se donnent en niveau de volatilité plutôt qu'en prix absolu. En effet, les autres paramètres du modèle (durée à l'échéance, prix d'exercice, taux d'intérêt sans risque et prix du sous-jacent) sont facilement observables sur les marchés.
Cependant, le modèle de Black et Scholes ne permet pas de modéliser précisément le monde réel. L'expérience montre qu'en réalité la volatilité dépend du prix d'exercice et de la maturité.
En pratique, la surface de volatilité (la volatilité implicite en fonction du prix d'exercice et de la maturité) n'est pas plate. Souvent, pour une maturité donnée, la volatilité implicite par rapport au prix d'exercice a une forme de sourire (appelé le smile de volatilité) : à la monnaie, la volatilité implicite est la plus basse et plus on s'éloigne de la monnaie, plus elle est élevée. On constate par ailleurs que le smile n'est souvent pas symétrique sur le marché des actions : plus haut du côté put que du côté call. Cela est dû au fait que les acteurs de marché sont plus sensibles au risque de baisse qu'au risque de hausse de l'action.
Pour un prix d'exercice donné, la différence entre la volatilité implicite observée et celle à la monnaie s'appelle le skew.
La surface de volatilité d’un sous-jacent évolue également dans le temps. Les acteurs du marché la réévaluent sans cesse, modifiant leur anticipation de la probabilité, pour chaque prix d'exercice et maturité, qu'une option ne finisse dans la monnaie courante.

## Extensions du modèle
La formule ci-dessus n'est pas exempte de critiques : elle ne permet pas de supporter des taux et volatilités non constantes ou de pricer les options européennes payant des dividendes.
Ainsi, avant le krach de 1987, on pouvait observer que les options sur les actions du S&P500 avaient une volatilité implicite constante mais depuis ce krach, la volatilité implicite présente un « smile ».
Cependant, le modèle peut facilement être modifié pour supporter des taux et volatilités non constantes.
Ainsi de nombreuses publications scientifiques dans des revues de mathématiques financières à comité de lecture critiquent cette formule et proposent de l'étendre, de la corriger, d'expliquer les écarts ou proposent des solutions alternatives.
Il peut également être étendu pour les options européennes payant des dividendes. Pour les options sur des indices (tels que le FTSE 100 ou le CAC 40) où chacune des entreprises entrant dans son calcul peut payer un dividende une ou deux fois par an, il est raisonnable de supposer que les dividendes sont payés sans interruption.
Le paiement des dividendes au cours d'une période de temps {\displaystyle \left[t,t+\delta t\right]} est alors noté :
{\displaystyle q\,S_{t}\,dt}
pour un {\displaystyle q} constant. Sous cette formulation le prix arbitrage libre selon le modèle Black-Scholes peut être montré comme étant :
{\displaystyle C(S,T)=e^{-qT}S_{0}N(d_{1})-e^{-rT}KN(d_{2})\,}
{\displaystyle P(S,T)=e^{-rT}KN(-d_{2})-e^{-qT}S_{0}N(-d_{1})\,}
où maintenant :
{\displaystyle F=e^{(r-q)T}S_{0}\,}
est le prix modifié en avance qui se produit aux termes {\displaystyle d_{1}} et {\displaystyle d_{2}}. Cette formule est généralement connue comme Black-Scholes-Merton.
La même formule est employée pour évaluer des options sur des taux de devises étrangères, sauf que maintenant {\displaystyle q} prend le rôle du taux d'intérêt sans risque étranger et {\displaystyle S} le taux de change immédiat. C'est le modèle de Garman-Kohlhagen (1983).
Il est également possible d’étendre le cadre Black-Scholes aux options sur des instruments payant des dividendes discrets. C'est utile quand l'option est basée sur des actions simples.
Un modèle typique doit supposer qu'une proportion {\displaystyle \delta } du prix (cours) d'actions est payée comme dividende aux dates prédéterminées {\displaystyle T_{1},T_{2}...}
Le prix des actions est alors modélisé par :
{\displaystyle S_{t}=S_{0}(1-\delta )^{n(t)}e^{\sigma W_{t}+\mu t}}
où {\displaystyle n(t)} est le nombre de dividendes qui ont été payés au temps {\displaystyle t}.
Le prix d'une option d'achat sur de telles actions est encore :
{\displaystyle C(S_{0},K,r,T,q,\sigma )=e^{-rT}(FN(d_{1})-KN(d_{2}))\,}
{\displaystyle P(S_{0},K,r,T,q,\sigma )=e^{-rT}(KN(-d_{2})-FN(-d_{1}))\,}
où maintenant :
{\displaystyle F=S_{0}(1-\delta )^{n(T)}e^{rT}\,}
est le prix en avance des actions payant un dividende.
Il est plus difficile d’évaluer les options américaines. Un exemple de modèle est celui de Whaley qui donne une formule analytique explicite ; le modèle de Cox Ross et Rubinstein, lui, simule les événements sur le prix du sous-jacent (sauts, dividendes...) à l'aide d'un arbre binomial où chaque nœud est associé à une probabilité.
Enfin, il faut citer que les développements en termes d'extension du modèle sont partis dans les quatre directions suivantes :
- modèle à volatilité locale. La volatilité devient une fonction déterministe du sous-jacent et du temps. C'est le cas du modèle dit de Dupire ;
- modèle à volatilité stochastique. La volatilité devient une fonction stochastique avec une diffusion. C'est le cas du modèle dit de Heston ou de Pitterbarg ;
- modèle à saut ;
- modèle combinant les approches citées plus haut (par exemple modèle à volatilité locale et saut, modèle à volatilité locale et stochastique, etc.).